# Kōstas Pīleas
Kōstas Pīleas (Κώστας Πηλέας; Pafo, 11 dicembre 1998) è un calciatore cipriota, difensore del Pafos.

## Carriera

### Club
Dopo aver giocato nel settore giovanile dell'Arsenal, nel 2017 ritorna a Cipro firmando un contratto con l'Anorthōsis. Ha disputato la stagione 2018-2019 nella serie cadetta cipriota, giocando in prestito con l'Ermīs Aradippou.
Terminato il prestito con l'Ermīs, tra il 2019 e il 2021 gioca per l'Anorthōsis, trovando poco spazio da titolare, vincendo tuttavia una coppa nazionale, suo primo trofeo da calciatore.
Nell'estate del 2021 si accasa a titolo definitivo all'Ethnikos Achnas, società in cui si ritaglia un posto da titolare, con la quale arriva fino alla finale di Coppa di Cipro, persa ai rigori contro l'Omonia. La stagione successiva firma per l'Arīs Limassol. Oltre ad esordire nelle competizioni europee per club, con i bianco-verdi vince il campionato cipriota.
Il 12 luglio 2023 viene ceduto al Panserraïkos, formazione della massima serie greca.

### Nazionale
Ha giocato, tra il 2014 e il 2020, nelle selezioni giovanili under-17, under-19 e under-21.
Il 20 giugno 2023 esordisce in nazionale maggiore contro la Norvegia, perdendo per 3-1. Il 20 novembre successivo, arriva il primo gol in nazionale ai danni della Spagna, in un match di qualificazione agli europei perso per 3-1.

## Statistiche

### Cronologia presenze e reti in nazionale
| Cronologia completa delle presenze e delle reti in nazionale ― Cipro | Cronologia completa delle presenze e delle reti in nazionale ― Cipro | Cronologia completa delle presenze e delle reti in nazionale ― Cipro | Cronologia completa delle presenze e delle reti in nazionale ― Cipro | Cronologia completa delle presenze e delle reti in nazionale ― Cipro | Cronologia completa delle presenze e delle reti in nazionale ― Cipro | Cronologia completa delle presenze e delle reti in nazionale ― Cipro | Cronologia completa delle presenze e delle reti in nazionale ― Cipro |
| Data                                                                 | Città                                                                | In casa                                                              | Risultato                                                            | Ospiti                                                               | Competizione                                                         | Reti                                                                 | Note                                                                 |
| -------------------------------------------------------------------- | -------------------------------------------------------------------- | -------------------------------------------------------------------- | -------------------------------------------------------------------- | -------------------------------------------------------------------- | -------------------------------------------------------------------- | -------------------------------------------------------------------- | -------------------------------------------------------------------- |
| 20-6-2023                                                            | Oslo                                                                 | Norvegia                                                             | 3 – 1                                                                | Cipro                                                                | Qual. Euro 2024                                                      | -                                                                    | 61’                                                                  |
| 12-9-2023                                                            | Granada                                                              | Spagna                                                               | 6 – 0                                                                | Cipro                                                                | Qual. Euro 2024                                                      | -                                                                    | 61’                                                                  |
| 12-10-2023                                                           | Larnaca                                                              | Cipro                                                                | 0 – 4                                                                | Norvegia                                                             | Qual. Euro 2024                                                      | -                                                                    | 60’                                                                  |
| 16-11-2023                                                           | Limassol                                                             | Cipro                                                                | 1 – 3                                                                | Spagna                                                               | Qual. Euro 2024                                                      | 1                                                                    | 46’                                                                  |
| 19-11-2023                                                           | Limassol                                                             | Cipro                                                                | 1 – 0                                                                | Lituania                                                             | Amichevole                                                           | -                                                                    | 57’                                                                  |
| 21-3-2024                                                            | Limassol                                                             | Cipro                                                                | 1 – 1                                                                | Lettonia                                                             | Amichevole                                                           | -                                                                    | 78’                                                                  |
| 25-3-2024                                                            | Larnaca                                                              | Cipro                                                                | 0 – 1                                                                | Serbia                                                               | Amichevole                                                           | -                                                                    | 88’                                                                  |
| 11-6-2024                                                            | Serravalle                                                           | San Marino                                                           | 1 – 4                                                                | Cipro                                                                | Amichevole                                                           | -                                                                    | 68’                                                                  |
| 15-10-2024                                                           | Pristina                                                             | Kosovo                                                               | 3 – 0                                                                | Cipro                                                                | UEFA Nations League 2024-2025 - 1º turno                             | -                                                                    | 46’                                                                  |
| 6-6-2025                                                             | Plovdiv                                                              | Bulgaria                                                             | 2 – 2                                                                | Cipro                                                                | Amichevole                                                           | -                                                                    | 79’                                                                  |
| Totale                                                               |                                                                      | Presenze                                                             | 10                                                                   |                                                                      | Reti                                                                 | 1                                                                    |                                                                      |

## Palmarès

### Club

#### Competizioni nazionali
- Coppa di Cipro: 1

Anorthōsis: 2020-2021
- Campionato cipriota: 2

Arīs Limassol: 2022-2023
Pafos: 2024-2025